# ريترومير
الريترومير عبارة عن مركب من البروتينات التي ثبت أنها مهمة في إعادة تدوير مستقبلات سطح الخلية من جسيمات داخلية إلى أن تُكَون شبكة جهاز غولجي و التي يرمز لها (TGN).

## خلفية
ريترومير عبارة عن مركب غير متجانس، حيث أنه يتكون في البشر من غشاء أقل تعارفاً مرتبطاً بثنائي سترونغ نيكسين (SNX1 ،SNX2 ،SNX5 ،SNX6)، و جهاز فرز بروتين الفجوة العصارية (Vps) الذي يحتوي على Vps26 ،Vps29 ،Vps35، وعلى الرغم من أن ثنائي سترونغ نيكسين مطلوب لتوظيف الريترومير في الجسيم الداخلي، فإن وظيفة ربط الشحنات لهذا المركب يساهم بها تجويف الترايمر الأساسي من خلال ربط الوحدة الفرعية Vps35 بجزيئات الشحنات المختلفة بما في ذلك M6PR ونتلس وسورتيلين، أدت الدراسة المبكرة لفرز حمض هيدرولات مثل كربوكسي ببتيداز واي ويرمز له (CPY) في طفرات إس سيرفيسيه إلى تحديد ريترومير بواسطة النقل العكسيي للمستقبلات المؤيدة لـ (CPY (Vps10 من الإندوسومات إلى TGN.

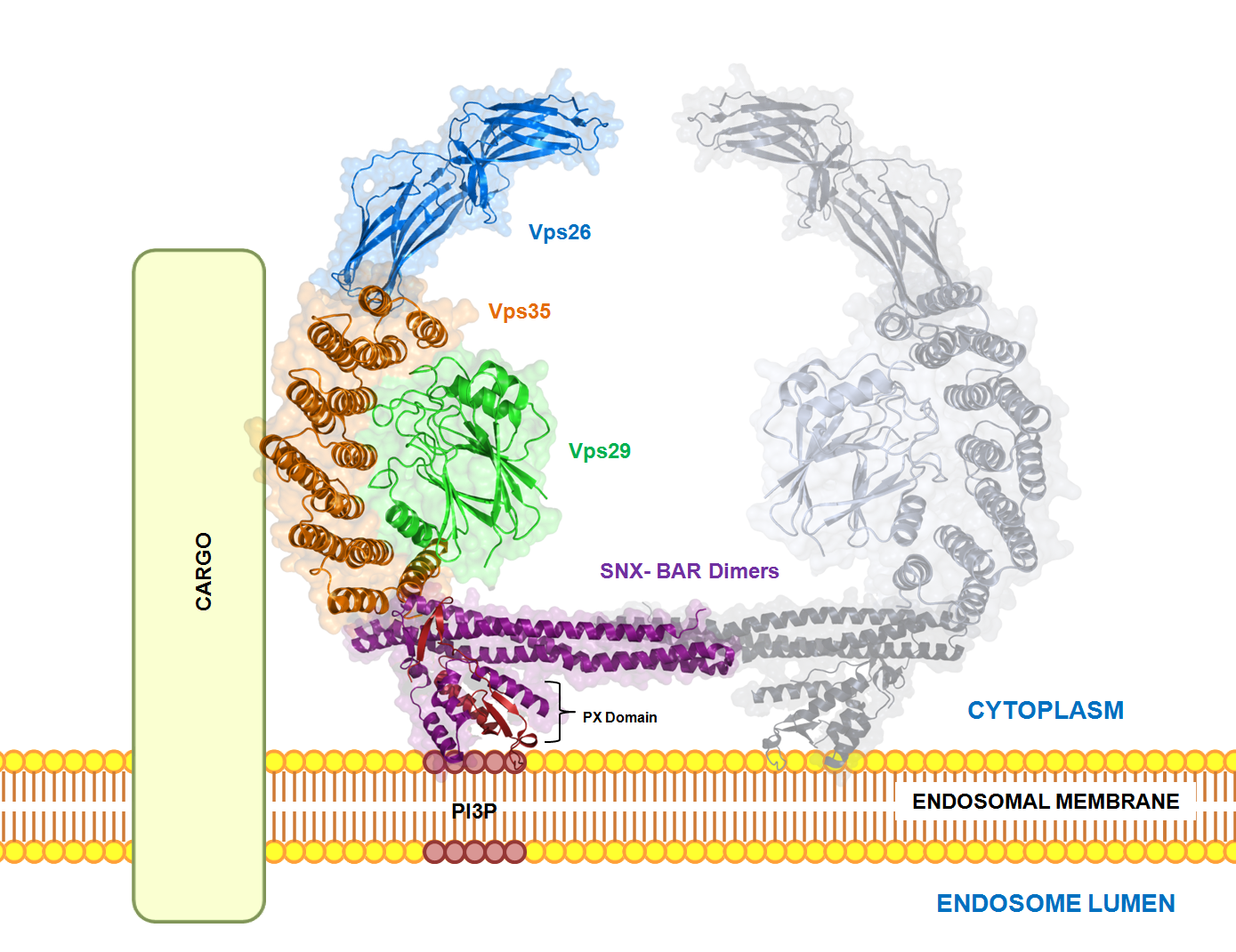
مركب بروتين الريتومير

## بناء
مركب الريترومير تسلسله محفوظ بشكل كبير: تم العثور على التنادد في الربداء رشيقة، والفأر، والإنسان، يتكون مركب الريترومير من خمس بروتينات في الخميرة: Vps35p وVps26p وVps29p وVps17p وVps5p، يتكون ريترومير الثدييات من Vps26 وVps29 وVps35 وSNX1 وSNX2 وربما SNX5 وSNX6، يُقترح العمل في مركبين فرعيين: (1) مركب التعرف على الشحنات الذي يتكون من Vps35 وVps29 و(Vps26 (Vps trimer، و(2) ثنائيات SNX-BAR التي تتكون من SNX1 أو SNX2 وSNX5 أو SNX6 الذي يسهل إعادة تشكيل وانحناء الغشاء الداخلي مما يؤدي إلى تكوين الأنابيب / الحويصلات التي تنقل جزيئات الشحنات إلى شبكة جهاز غولجي (TGN).

## وظيفة
وقد ثبت أن مركب الريترومير يتوسط في استرجاع العديد من مستقبلات عبر الغشاء المتنوعة، مثل مستقبلات مانوز 6-فوسفات المستقلة الكاتيونية، ونظير الثدييات الوظيفية لـ Vps10، ومستقبل بروتين دبليو.أن.تي ونتلس، مطلوب الريترومير لإعادة تدوير Kex2p وDPAP-A والتي تُدَور أيضاً بين شبكة جهاز غولجي وحيز ما قبل الفجوة العصارية (مكافئ للجسيم الداخلي للخميرة) في الخميرة، كما أنه ضروري لإعادة تدوير مستقبلات سطح الخلية CED-1، وهو أمر ضروري لبلعمة الخلايا المبرمج.
يلعب الريترومير دوراً مركزياً في استرجاع العديد من بروتينات الشحنات المختلفة من الجسيم الداخلي إلى شبكة جهاز غولجي، ومع ذلك، فمن الواضح أن هناك مركبات وبروتينات أخرى تعمل في عملية الاسترجاع هذه، حتى الآن ليس من الواضح ما إذا كانت المكونات الأخرى التي تم تحديدها في مسار الاسترجاع تعمل مع الريترومير في نفس المسار أو أنها في مسارات بديلة وأشارت الدراسات الحديثة إلى وجود عيوب في فرز الريترومير في مرض الزهايمر ومرض باركنسون المتأخر.
كما يبدو أن ريترومير يلعب دوراً في تكاثر فيروس التهاب الكبد الوبائي سي.

## نقل عكسي بوساطة الريترومير
إن ارتباط المركب Vps35-Vps29-Vps26 بالمجالات العصارية الخلوية لجزيئات الشحنات والأغشية الباطنية يبدأ في النقل العكسي (تنشيط التهريب الرجعي) والتقاط الشحنات، تم تكوين مركب ذات النواة من خلال تفاعل مركب VPS مع Rab7 المنشط بواسطة ثلاثي فوسفات الغوانوزين مع كلاثرين ومحولات الكلاذرين وبروتينات ربط مختلفة.
يدخل ثنائي SNX-BAR في مركب النواة عن طريق الربط المباشر أو الحركة الجانبية على السطح الداخلي، يؤدي المستوى المتزايد من SNX-BARs ريترومير إلى تحول مطابق إلى الوضع الذي يحفز الانحناء والذي يبدأ في تكوين الأنابيب الغشائية، بمجرد أن تنضج ناقلات الشحنات، يتم تحفيز فصل الناقل بواسطة الداينمين، أو EHD1 مع القوى الميكانيكية الناتجة عن بلمرة الأكتين والنشاط الحركي.
يتم نقل ناقل الشحنات إلى TGN بواسطة البروتينات الحركية مثل بروتين الداينين، سيؤدي تطويق ناقل الشحنات لحجرة الاستقبال إلى إلغاء طلاء الناقل الذي يحركه التحلل المائي لATP ، والتحلل المائي لRab7-GTP، بمجرد إطلاقه من الناقل، يتم إعادة تدوير مركب Vps35-Vps29-Vps26 وثنائيات SNX-BAR مرة أخرى على الأغشية الداخلية.